# Thunderdome XVIII - Psycho Silence
Albums de V.A
Thunderdome XVII - Messenger Of Death
(1997) Thunderdome XIX - Cursed By Evil Sickness
(1997)
Thunderdome XVIII - Psycho Silence est la dix-huitième compilation de la série des compilations Thunderdome, originaire du festival du même nom, commercialisée le 8 septembre 1997. Elle succède Thunderdome XVII - Messenger Of Death et précède Thunderdome XIX - Cursed By Evil Sickness, albums commercialisés la même année en 1997, et distribué par Arcade et ID&T. La compilation débute avec I Am The Creator (Future Mix) par Turbolenza, et se termine avec Hardcore Bee de Naughty Boys.
Thunderdome XVIII - Psycho Silence a également été commercialisé en Espagne, en Allemagne et en France. De plus, une cassette vidéo du festival a été enregistrée puis commercialisée. Les scènes ont été enregistrées dans de différents lieux aux Pays-Bas et en Belgique.

## Pistes
| 1.  | I Am The Creator (Future Mix)               | Turbolenza                  |  |
| 2.  | Brohymn (This One's For The Gabbers)        | DJ Paul & Teenage Warning   |  |
| 3.  | Let Da Bass Boom                            | Brian Acardy                |  |
| 4.  | Madman (DJ Promo Remix)                     | The Mindcrimers             |  |
| 5.  | The Fly Is Dead (DJ Waxweazle Mix)          | Swat                        |  |
| 6.  | Love To Get Stoned                          | 3 Steps Ahead               |  |
| 7.  | Hardcore Pumping                            | Ku-Base                     |  |
| 8.  | Speakerblower                               | DJ Delirium & Da Grimreaper |  |
| 9.  | Slaves To The Rave (The Stunned Guys Remix) | Inferno Bros.               |  |
| 10. | Shut Up ! (Mix 1)                           | DJ Promo                    |  |
| 11. | Oh Bad Boy                                  | Omar Santana                |  |
| 12. | Rave Machine (Dark Raver Remix)             | MC Rage                     |  |
| 13. | Da Beat                                     | Techno Warriors             |  |
| 14. | The Kamikaze                                | DJ Weirdo & DJ Sim          |  |
| 15. | Da Flipside                                 | DJ Dione                    |  |
| 16. | Wheep And Howell                            | The Force Creations         |  |
| 17. | Adrenaline Rush                             | Wayward                     |  |
| 18. | Asylum (Digital Boy Mix)                    | The Scotchman               |  |
| 19. | Commonya'll (Move Ya' Bodies)               | Steve Shit                  |  |

| 1.  | Dreamteam Is Back                                  | 25% Of The Dreamteam        |  |
| 2.  | Confusion                                          | The Stunned Guys & DJ Paul  |  |
| 3.  | Cold As Stone                                      | DJ Promo                    |  |
| 4.  | To Da Rhythm                                       | Myztic                      |  |
| 5.  | Pumpinfinity (DJ Perpetrator Thunder Mix)          | Solid Base                  |  |
| 6.  | Wanna Get High (You're Own Little Piece Of Heaven) | James Daltan                |  |
| 7.  | Start To Move                                      | DJ E-Rick & Tactic          |  |
| 8.  | Back In Business (DJ Isaac Remix)                  | The Ultimate Buzz           |  |
| 9.  | The Tough Guys                                     | Cixx vs. The Vinyl Junk     |  |
| 10. | Warehouse Beats                                    | Nightstalkers               |  |
| 11. | Mo-Ther-Fu-Ckers                                   | Dr. Z-Vago                  |  |
| 12. | Representing Hardcore (Hardcore Mix)               | Rotterdam Terror Corps      |  |
| 13. | Ping Pong (DJ Isaac Mix)                           | Object One                  |  |
| 14. | Shut 'Em Down                                      | DJ Gizmo                    |  |
| 15. | Love Is In Need (Lost In Tokyo Mix)                | Daytona                     |  |
| 16. | The Damned                                         | James Daltan meets DJ X-Ess |  |
| 17. | Infinite Power                                     | Simtec Power Squad          |  |
| 18. | Evil                                               | Neophyte                    |  |
| 19. | Welcome To Oblivion                                | Multi Death Clan            |  |
| 20. | Hardcore Bee (Flying Terror Mix)                   | Naughty Boys                |  |